# Okres Humenné
Okres Humenné je jedním z okresů Slovenska. Leží v Prešovském kraji, v jeho východní části. Na severu hraničí s okresem Mezdilaborce, Stropkov a také s Polskem, na jihu s okresem Michalovce a Sobrance, na východě s okresem Snina a na západě s okresem Vranov nad Topľou.